# Ангильберт
Ангильберт (иначе Энгельбрех или Энгельберт; англ. Angilbert; ок. 740/750—18 февраля 814) — аббат и поэт. Член Палатинской академии. Святой католической церкви. День памяти — 18 февраля.
Ученик видного учёного и поэта VIII века Алкуина (735—804), благодаря протекции последнего был принят при дворе короля Карла I Великого, где возглавлял придворную капеллу и, помимо этого, выступал в роли воспитателя Пипина — сына Карла I. Ученик оказался достоин своего учителя, и вскоре Ангильберт, за его поэтический талант, получил при дворе прозвище Гомер.
Несмотря на то, что король крайне сурово, порой деспотически, относился к своим дочерям, он не возражал, что одна из них — Берта, стала по сути гражданской женой Ангильберта, и у них родились два сына: (Нитгард и Гарнид).
В 790 году Ангильберт отправился на север Франции, где ему было поручено исполнять обязанности настоятеля аббатства Сен-Рикье, где он и прожил до самой кончины 18 февраля 814 года и был похоронен при храме Сен-Рикье, где и поныне хранятся его мощи.
Из латинских стихотворений (собранных Ж. П. Минем в 99-м томе «Patrologia Latina») сохранился один отрывок эпоса о Карле Великом, в котором описывается встреча Карла с папою Львом III; в другом стихотворении он описывает свою домашнюю жизнь, в третьем возвращение с поля битвы второго сына Карла.